# Sit gorjanegre

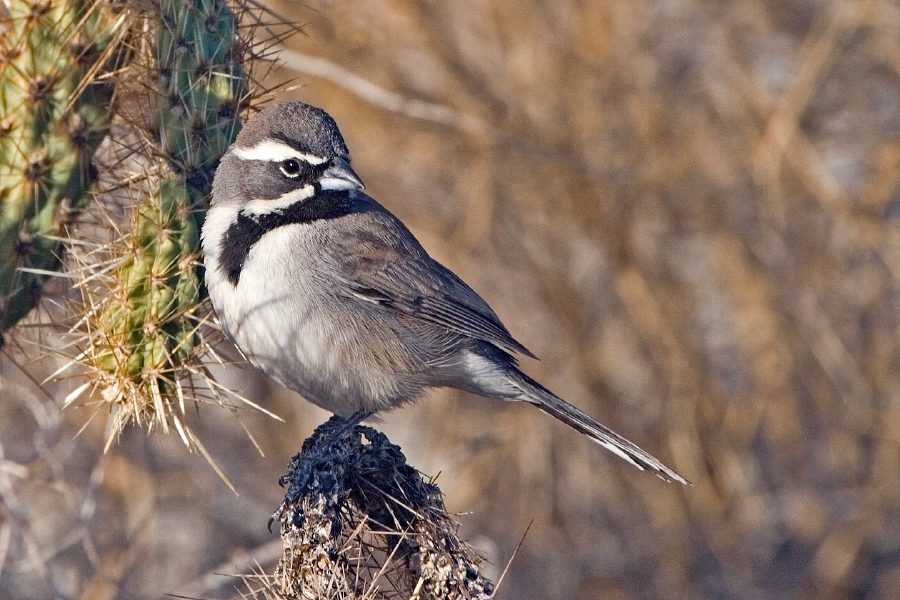
Femella

El sit gorjanegre (Amphispiza bilineata) és una espècie d'ocell classificada dins de l'ordres passeriformes i la família dels passerèl·lids. És nativa dels deserts d'Amèrica del Nord i Mèxic. És l'únic membre del gènere Amphispiza; El sit de cinc ratlles, abans també classificat a Amphispiza, ara al gènere monotípic Amphispizopsis. (Cicero et al. 2020; Groschupf 2021; NACC 2021-C-12; Chesser et al. 2021). Tanmateix, H&M encara considera aquestes dues espècies dins del gènere Amphispiza

## Descripció
Té una longitud d'entre 12 i 14 cm, pesa entre 11 i 14 g i una envergadura de 20 cm
És de color gris pàl·lid a la part superior, amb un patró de cap blanc i negre característic. Els individus immadurs són semblants però no tenen la gola negra. El reclam és agut i semblant a una campana i el cant és un tintineig mecànic força senzill. S'alimenta principalment d'insectes i llavors, i viatja en petits grups, tot i pot formar grups més grossos al ajuntar-se al voltant de les fonts d'aigua del desert.
Fa el niu solt de branques d'herba i fibres vegetals acuradament amagats entre 15 i 46 cm per sobre del terra. Ponen tres o quatre ous blancs o blau pàl·lid.

## Hàbitat
Habita matolls desèrtics en el sud-oest dels Estats Units fins al centre de Mèxic (el Baix). S'alimenta principalment d'insectes i llavors, i forma petits grups, encara que aquests poden ser grans al voltant de les masses d'aigua del desert.
Construeix un niu poc elaborat a partir pastura i fibres vegetals, acuradament ocult en un arbust, entre 15 i 50 cm de distància del sòl.

## Taxonomia
L'IOC, HBW i l'ITIS reconeixen nou subespècies:
- A. b. bilineata (Cassin, 1850) centre de Texas (sud d'USA) fins al nord-est de Mèxic.
- A. b. opuntia (Burleigh & Lowery, 1939) centre sud d'USA fins al nord de Mèxic.
- A. b. deserticola (Ridgway, 1898) oest d'USA fins al nord-oest de Mèxic.
- A. b. bangsi (Grinnell, 1927) sud de Baixa Califòrnia (nord-oest de Mèxic.).
- A. b. tortugae (Van Rossem, 1930) illa Tortuga (Golf de Califòrnia).
- A. b. belvederei (Banks, 1963) illa Cerralvo (Golf de Califòrnia).
- A. b. pacifica (Nelson, 1900) nord-oest de Mèxic.
- A. b. cana (Van Rossem, 1930) illa de San Esteban (Golf de Califòrnia).
- A. b. grisea (Nelson, 1898) des del centre nord fins al centre de Mèxic.

Tanmateix, Clements cheklist, en reconeix una desena: A. b. carmenae (Van Rossem, 1945) Isla Carmen (Golf de Califòrnia).